# Joseph Dalton Hooker

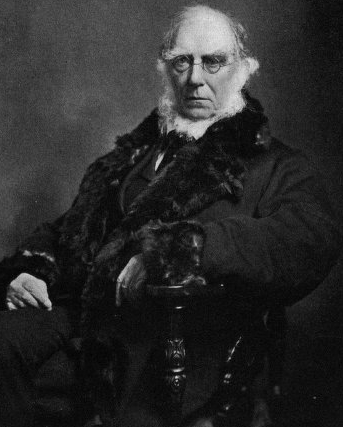
Joseph Dalton Hooker

Sir Joseph Dalton Hooker  (n. 30 iunie 1817, Halesworth, Anglia, Regatul Unit al Marii Britanii și Irlandei – d. 10 decembrie 1911, Sunningdale⁠(d), Windsor and Maidenhead, Anglia, Regatul Unit al Marii Britanii și Irlandei) a fost un botanist și explorator englez.